# كبدة مشوية
الكبدة المشوية برداء معدة شاة من الأكلات الليبية المعروفة في جنوب ليبيا.

## المقادير
- كبدة شاة
- رداء المعدة (طبقة من الشحم تغلف المعدة من الخارج)
- بعض التوابل والثوم.

## طريقة التحضير
يتم تقطيع الكبدة على شكل مكعبات تقلب في خلطة التوابل ثم تشوى بسيخ الشواء حتى تقارب النضوج، بعد ذلك يتم إخراجها من السيخ ولف كل قطعة على حدة برداء المعدة، ومن ثم توضع في السيخ مثل المرة الأولى، ويتم شوائها حتى يبدأ الشحم بالذوبان وهكذا تكون الكبدة جاهزة للتقديم.
تقدم دون نزعها من السيخ مع بعض الخبز العربي.

## كبدة اسكندراني
يمكن أن تحضّر الكبدة الاسكندراني على الطريقة المصرية بحيث تتكوّن من قطع الكبدة، الثوم، الكمون، الخل، الزيت، السمن، الملح والفلفل الأخضر الحار.

## مقالات ذات صلة
- عصبان
- شربة ليبية
- شرمولة